# Солдатское (Голованевский район)
Солдатское (укр. Солдатське) — село в Новоархангельской поселковой общине Голованевского района Кировоградской области Украины.
До 2020 года входило в Новоархангельский район.
Население по переписи 2001 года составляло 92 человека. Почтовый индекс — 26100. Телефонный код — 255. Код КОАТУУ — 3523655105.

## Известные уроженцы
- Куницын, Никифор Иванович (1909—1988) — Герой Социалистического Труда.